# Banca Popolare Commercio e Industria
La Banca Popolare Commercio e Industria è stata un istituto di credito italiano. Nel 2016 è stata incorporata in UBI Banca.

## Storia
La banca nasce il 28 dicembre 1888 per iniziativa di 77 industriali e commercianti per lo più milanesi, operanti nel settore della seta e soci della cooperativa per la stagionatura delle sete ed affini.
L'istituto raggiunge una forte espansione nella seconda metà del XX secolo, con le acquisizioni di altre aziende di credito, come la Cassa San Alessandro di Bergamo (1963), la Banca Toljia (1968), la Banca Popolare di Codogno (1977), il Credito Lodigiano (1980), la Banca Popolare di Vigevano (1991), la Banca Popolare di Luino e di Varese (1996) e la Banca Carime (2001).
Nel 1996 viene costituito il Gruppo Bancario Banca Popolare Commercio e Industria, con sede in Lussemburgo e nel 1999 fonda la prima banca interamente virtuale, ONBanca SpA, poi ceduta a Unicredito Italiano tramite la controllata Xelion Banca.
Il 13 dicembre 2002 è stata annunciata la fusione tra Banca Popolare di Bergamo, Banca Popolare Commercio e Industria e Banca Popolare di Luino e di Varese, autorizzata dalla Banca d'Italia nel marzo 2003 ed approvata dalle assemblee nel mese di maggio 2003 dando vita al Gruppo BPU Banca.
Il gruppo BPU Banca - Banche Popolari Unite si è successivamente fuso con Banca Lombarda e Piemontese nel 2007, creando UBI Banca, di cui la BPCI è stata per alcuni anni una "banca rete".
Infine la Banca Popolare Commercio e Industria (che alla fine del 2015 contava 196 filiali dislocate in gran parte in Lombardia e 1559 dipendenti) è incorporata in UBI Banca con decorrenza 21 novembre 2016.
Nel dicembre 2016 la ex sede della banca, posta nel centro storico di Milano, in via Moscova 33 (un palazzo nato alla fine dell'800 e noto anche come Cortile della Seta), è ceduta al fondo di investimento immobiliare Sericon Investment Fund, gestito da Savills Investment Management Sgr con una plusvalenza di 20 milioni di euro.